# Chrysometa heredia
Chrysometa heredia este o specie de păianjeni din genul Chrysometa, familia Tetragnathidae, descrisă de Lévi, 1986.
Este endemică în Costa Rica. Conform Catalogue of Life specia Chrysometa heredia nu are subspecii cunoscute.